# 坎比列耶夫卡河
坎比列耶夫卡河（俄语：Камбилеевка），是俄羅斯的河流，位於該國西南部印古什共和国和北奧塞梯-阿蘭共和國，屬於捷列克河的右支流，河道全長99公里，流域面積954平方公里。